# Coppa del Re 1994-1995
La Copa del Rey 1994-1995 fu la 91ª edizione della Coppa di Spagna. Il torneo iniziò il 28 settembre 1994 e si concluse il 27 giugno 1995. La finale si disputò allo stadio Santiago Bernabéu di Madrid e la squadra vincente fu il Deportivo La Coruña.

## Formula e squadre partecipanti
In questa edizione presero parte tutte le squadre di Primera División, 17 squadre di Segunda División, 60 squadre di Segunda División B e 16 squadre di Tercera División che si sfidarono in scontri ad eliminazione diretta. I primi cinque club della Primera División dell'anno precedente erano qualificati direttamente per gli ottavi di finale, i restanti club di Primera División erano qualificati per il terzo turno mentre i club di Segunda División partirono dal secondo turno.

## Primo turno
Le partite furono giocate dal 28 settembre al 20 ottobre 1994.
- Leonesa

| Squadra 1             | Totale | Squadra 2        | Andata | Ritorno |
| --------------------- | ------ | ---------------- | ------ | ------- |
| Andorra               | 1 - 4  | FC Andorra       | 1 - 2  | 0 - 2   |
| Noja                  | 3 - 2  | Torrelavega      | 1 - 1  | 2 - 1   |
| Moscardó              | 5 - 4  | CD Móstoles      | 4 - 1  | 1 - 3   |
| Rubí                  | 2 - 6  | Manlleu          | 1 - 1  | 1 - 5   |
| Sant Andreu           | 2 - 4  | Gimnàstic        | 1 - 1  | 1 - 3   |
| Figueres              | 3 - 3  | Girona           | 0 - 2  | 3 - 1   |
| Sabadell              | 3 - 1  | Premià           | 2 - 0  | 1 - 1   |
| Pinoso CF             | 1 - 2  | Alcoyano         | 1 - 2  | 0 - 0   |
| Sestao Sport          | 5 - 2  | Bermeo           | 2 - 1  | 3 - 1   |
| Cieza                 | 1 - 7  | Cartagena FC     | 1 - 0  | 0 - 7   |
| Ponferradina          | 1 - 7  | Lugo             | 1 - 1  | 0 - 6   |
| Numancia              | 5 - 2  | Alavés           | 3 - 0  | 2 - 2   |
| Granada               | 3 - 2  | Melilla          | 3 - 2  | 0 - 0   |
| San Fernando          | 5 - 3  | Xerez            | 3 - 2  | 2 - 1   |
| San Roque             | 0 - 4  | Cadice           | 0 - 2  | 0 - 2   |
| Écija                 | 1 - 2  | Córdoba          | 1 - 0  | 0 - 2   |
| Hullera Vasco-Leonesa | 1 - 3  | Langreo          | 0 - 0  | 1 - 3   |
| Realejos              | 2 - 10 | Las Palmas       | 2 - 3  | 0 - 7   |
| Almería               | 3 - 3  | CP Almería       | 1 - 1  | 2 - 2   |
| Recreativo Huelva     | 3 - 2  | Cacereño         | 2 - 1  | 1 - 1   |
| Utebo                 | 4 - 3  | L'Hospitalet     | 3 - 0  | 1 - 3   |
| Terrassa              | 0 - 4  | Gramenet         | 0 - 1  | 0 - 3   |
| Bergantiños           | 0 - 7  | Racing Ferrol    | 0 - 6  | 0 - 1   |
| Santa Eulalia         | 1 - 4  | Castellón        | 0 - 1  | 1 - 3   |
| Tomelloso             | 2 - 4  | Real Murcia      | 2 - 2  | 0 - 2   |
| Orotava               | 3 - 5  | Mensajero        | 3 - 3  | 0 - 2   |
| Caudal                | 3 - 2  | Real Avilés      | 1 - 2  | 2 - 0   |
| Poli Ejido            | 1 - 1  | CD Marmol Macael | 1 - 1  | 0 - 0   |
| Malaga                | 1 - 3  | Real Jaén        | 1 - 3  | 0 - 0   |
| Benidorm              | 3 - 2  | Elche            | 2 - 1  | 1 - 1   |
| Manchego              | 5 - 2  | Real Aranjuez    | 2 - 1  | 3 - 1   |
| Levante               | 2 - 3  | Ontinyent        | 2 - 1  | 0 - 2   |
| Barakaldo             | 1 - 2  | Palencia         | 1 - 0  | 0 - 2   |
| Talavera              | 3 - 4  | Fuenlabrada      | 1 - 2  | 2 - 2   |
| Real Ávila            | 1 - 3  | S.S. Reyes       | 1 - 1  | 0 - 2   |
| Beasain               | 5 - 2  | Tudelano         | 3 - 0  | 2 - 2   |
| Águilas               | 2 - 4  | Yeclano CF       | 1 - 0  | 1 - 4   |
| Maspalomas            | 2 - 5  | Corralejo        | 1 - 2  | 1 - 3   |

## Secondo turno
Le partite furono giocate dal 25 ottobre al 9 novembre 1994.
| Squadra 1         | Totale | Squadra 2         | Andata | Ritorno |
| ----------------- | ------ | ----------------- | ------ | ------- |
| Cadice            | 2 - 3  | FC Andorra        | 0 - 1  | 2 - 2   |
| Granada           | 0 - 4  | Salamanca UDS     | 0 - 2  | 0 - 2   |
| CD Marmol Macael  | 1 - 4  | Maiorca           | 0 - 2  | 1 - 2   |
| Corralejo         | 5 - 5  | Atlético Marbella | 2 - 0  | 3 - 5   |
| Real Jaén         | 1 - 1  | Yeclano CF        | 0 - 0  | 1 - 1   |
| Cartagena FC      | 3 - 3  | Hércules          | 2 - 0  | 1 - 3   |
| S.S. Reyes        | 4 - 2  | Sabadell          | 1 - 0  | 3 - 2   |
| Recreativo Huelva | 2 - 3  | Getafe            | 1 - 1  | 1 - 2   |
| Numancia          | 2 - 4  | Rayo Vallecano    | 0 - 2  | 2 - 2   |
| San Fernando      | 1 - 2  | CP Mérida         | 1 - 0  | 0 - 2   |
| Beasain           | 2 - 2  | Castellón         | 0 - 0  | 2 - 2   |
| Las Palmas        | 5 - 2  | Ourense           | 3 - 0  | 2 - 2   |
| Utebo             | 4 - 12 | Extremadura       | 3 - 6  | 1 - 6   |
| Figueres          | 0 - 3  | Ontinyent         | 0 - 1  | 0 - 2   |
| Manchego          | 4 - 8  | Leganés           | 2 - 4  | 2 - 4   |
| Noja              | 1 - 3  | Mensajero         | 1 - 1  | 0 - 2   |
| Leonesa           | 3 - 1  | Moscardó          | 2 - 1  | 1 - 0   |
| Córdoba           | 2 - 4  | Osasuna           | 2 - 1  | 0 - 3   |
| Palencia          | 2 - 4  | Eibar             | 0 - 2  | 2 - 2   |
| Sestao Sport      | 3 - 0  | Gramenet          | 1 - 0  | 2 - 0   |
| Real Murcia       | 2 - 0  | Langreo           | 0 - 0  | 2 - 0   |
| Fuenlabrada       | 0 - 4  | Gimnàstic         | 0 - 1  | 0 - 3   |
| Racing Ferrol     | 3 - 4  | Toledo            | 2 - 3  | 1 - 1   |
| Benidorm          | 1 - 2  | Badajoz           | 1 - 0  | 0 - 2   |
| Caudal            | 1 - 3  | Villarreal        | 1 - 0  | 0 - 3   |
| Alcoyano          | 2 - 3  | Palamós           | 1 - 0  | 1 - 3   |
| Almería           | 2 - 3  | Lugo              | 2 - 0  | 0 - 3   |
| Manlleu           | 2 - 3  | UE Lleida         | 1 - 0  | 1 - 3   |

## Terzo turno
Le partite furono giocate dal 3 al 19 gennaio 1995.
- Leganés

| Squadra 1     | Totale | Squadra 2        | Andata | Ritorno         |
| ------------- | ------ | ---------------- | ------ | --------------- |
| Eibar         | 2 - 4  | Sporting Gijón   | 0 - 1  | 2 - 3           |
| Real Jaén     | 1 - 4  | Villarreal       | 0 - 3  | 1 - 1           |
| Real Oviedo   | 1 - 3  | Compostela       | 1 - 2  | 0 - 1           |
| S.S. Reyes    | 1 - 3  | Racing Santander | 0 - 1  | 1 - 2           |
| FC Andorra    | 1 - 1  | Rayo Vallecano   | 1 - 1  | 0 - 0           |
| Palamós       | 6 - 4  | Espanyol         | 1 - 1  | 5 - 3           |
| Salamanca UDS | 5 - 1  | Osasuna          | 3 - 1  | 2 - 0           |
| Las Palmas    | 0 - 0  | Tenerife         | 0 - 0  | 0 - 0 (4-3 dcr) |
| Corralejo     | 2 - 7  | Valencia         | 2 - 2  | 0 - 5           |
| Leonesa       | 3 - 6  | Siviglia         | 2 - 4  | 1 - 2           |
| Lugo          | 2 - 6  | Celta Vigo       | 2 - 1  | 0 - 5           |
| Sestao Sport  | 1 - 0  | Getafe           | 0 - 0  | 1 - 0           |
| Mensajero     | 1 - 3  | Atlético Madrid  | 0 - 0  | 1 - 3           |
| Extremadura   | 1 - 5  | Real Valladolid  | 0 - 3  | 1 - 2           |
| Gimnàstic     | 1 - 6  | Real Betis       | 1 - 3  | 0 - 3           |
| CP Mérida     | 3 - 5  | Real Sociedad    | 1 - 2  | 2 - 3           |
| Badajoz       | 3 - 0  | CD Logroñés      | 1 - 0  | 2 - 0           |
| Beasain       | 3 - 3  | Albacete         | 3 - 2  | 0 - 1           |
| Cartagena FC  | 1 - 5  | UE Lleida        | 1 - 0  | 0 - 5           |
| Real Murcia   | 1 - 2  | Toledo           | 0 - 1  | 1 - 1           |
| Ontinyent     | 5 - 9  | Maiorca          | 2 - 2  | 3 - 7           |

## Quarto turno
Le partite furono giocate dal 25 gennaio al 2 febbraio 1995.
| Squadra 1      | Totale | Squadra 2        | Andata | Ritorno |
| -------------- | ------ | ---------------- | ------ | ------- |
| Toledo         | 3 - 2  | Real Valladolid  | 3 - 0  | 0 - 2   |
| UE Lleida      | 3 - 1  | Compostela       | 2 - 0  | 1 - 1   |
| Las Palmas     | 0 - 2  | Atlético Madrid  | 0 - 0  | 0 - 2   |
| Salamanca UDS  | 2 - 4  | Valencia         | 2 - 1  | 0 - 3   |
| Sestao Sport   | 1 - 3  | Albacete         | 1 - 2  | 0 - 1   |
| Rayo Vallecano | 2 - 2  | Racing Santander | 0 - 1  | 2 - 1   |
| Siviglia       | 3 - 4  | Sporting Gijón   | 2 - 1  | 1 - 3   |
| Maiorca        | 2 - 1  | Celta Vigo       | 2 - 1  | 0 - 0   |
| Palamós        | 3 - 1  | Villarreal       | 2 - 0  | 1 - 1   |
| Real Sociedad  | 1 - 4  | Real Betis       | 0 - 1  | 1 - 3   |
| Leganés        | 1 - 3  | Badajoz          | 0 - 2  | 1 - 1   |

## Ottavi di finale
Le partite furono giocate dal 7 al 16 febbraio 1995.
| Squadra 1       | Totale | Squadra 2           | Andata | Ritorno |
| --------------- | ------ | ------------------- | ------ | ------- |
| Real Madrid     | 2 - 4  | Valencia            | 1 - 2  | 1 - 2   |
| Sporting Gijón  | 4 - 1  | Badajoz             | 1 - 1  | 3 - 0   |
| Barcellona      | 4 - 5  | Atlético Madrid     | 1 - 4  | 3 - 1   |
| UE Lleida       | 1 - 7  | Deportivo La Coruña | 0 - 3  | 1 - 4   |
| Albacete        | 3 - 2  | Real Saragozza      | 2 - 1  | 1 - 1   |
| Athletic Bilbao | 4 - 1  | Real Betis          | 4 - 0  | 0 - 1   |
| Toledo          | 1 - 3  | Maiorca             | 1 - 1  | 0 - 2   |
| Palamós         | 1 - 2  | Rayo Vallecano      | 0 - 1  | 1 - 1   |

## Quarti di finale
I quarti si disputarono dal 7 al 23 marzo 1995.
| Squadra 1           | Totale | Squadra 2       | Andata | Ritorno |
| ------------------- | ------ | --------------- | ------ | ------- |
| Sporting Gijón      | 2 - 1  | Rayo Vallecano  | 1 - 1  | 1 - 0   |
| Deportivo La Coruña | 3 - 0  | Athletic Bilbao | 3 - 0  | 0 - 0   |
| Atlético Madrid     | 1 - 2  | Albacete        | 1 - 1  | 0 - 1   |
| Maiorca             | 1 - 4  | Valencia        | 1 - 0  | 0 - 4   |

## Semifinali
Le semifinali si disputarono dal 30 maggio al 14 giugno 1995.
| Squadra 1      | Totale | Squadra 2           | Andata | Ritorno |
| -------------- | ------ | ------------------- | ------ | ------- |
| Valencia       | 3 - 2  | Albacete            | 1 - 1  | 2 - 1   |
| Sporting Gijón | 1 - 2  | Deportivo La Coruña | 0 - 2  | 1 - 0   |

## Finale
| Squadra 1           | Risultato | Squadra 2 |
| ------------------- | --------- | --------- |
| Deportivo La Coruña | 2 - 1     | Valencia  |

| Madrid 24 giugno 1995, ore 21:00 CET | Deportivo La Coruña      | 1 – 1 (sospesa) | Valencia | Stadio Santiago Bernabéu (95.000 spett.)\| Arbitro: \| José María García-Aranda \| |
| Arbitro:                             | José María García-Aranda |                 |          |                                                                                    |

### Prosieguo
| Arbitro: | José María García-Aranda |

| |            | |
| Manjarín 35’ Alfredo 81’ | Marcatori  | 70’ Mijatovic |
| · Liaño P López Rekarte D Voro D Đukić D Ribera D Nando C 50’ Aldana C Donato C Fran C 90’ Manjarín A Bebeto A · Sostituzioni: · 50’ Alfredo C 90’ Barragán A | Formazioni | · P Zubizarreta D Mendieta D Giner D Camarasa D Juan Carlos 81’ C Poyatos C Mazinho C Fernando C Roberto A Mijatović A Penev Sostituzioni: · D Gálvez 81’ |
| Arsenio Iglesias | Allenatori | José Manuel Rielo |